# Латвия (хор)
Академический хор «Латвия» (латыш. Valsts Akadēmiskais koris «Latvija») — профессиональный латвийский хор. Был основан в 1942 году дирижером Янисом Озолиньшем. С 1997 года руководителем и дирижёром является Марис Сирмайс.
Академический хор «Латвия» — семикратный лауреат Большой музыкальной награды. Репертуар хора составляют произведения кантатно-ораториальных жанров, оперы, камерные вокальные произведения. Хор «Латвия» принимал участие в записи саундтрека к фильму «Парфюмер».

## Награды
- Большая музыкальная награда
- Премия Правительства Латвии (2003)
- Премия Министерства культуры Латвии (2007)
- Национальная премия в области звукозаписи (2013).

## Дискография
- «No Baltijas krasta» (2008)
- «Ēriks Ešenvalds „Passion and Resurrection“, Rihards Dubra „Te Deum“» (2006)
- «Parfīms» (2006)
- «Latvijas simfoniskā mūzika. XXI gadsimts» (2005)
- «Valsts kora LATVIJA koncerts Sv.Vita bazilikā Ellwangen» (2003)
- «Mūzika Augš-Švābijas klosteros — bijusī benediktīņu abatija Zwiefalten» (2003)
- «Garīgā mūzika» (2002)
- «Valsts Akadēmiskajam korim LATVIJA — 60» (2002)
- «Starp divām mūžībām…» (2001)
- «Dievs, Tava zeme deg!» (2000)
- «Valsts Akadēmiskais koris LATVIJA un ērģelnieks Atis Stepiņš Rīgas Domā» (1998)